# 漢方壽明薬湯

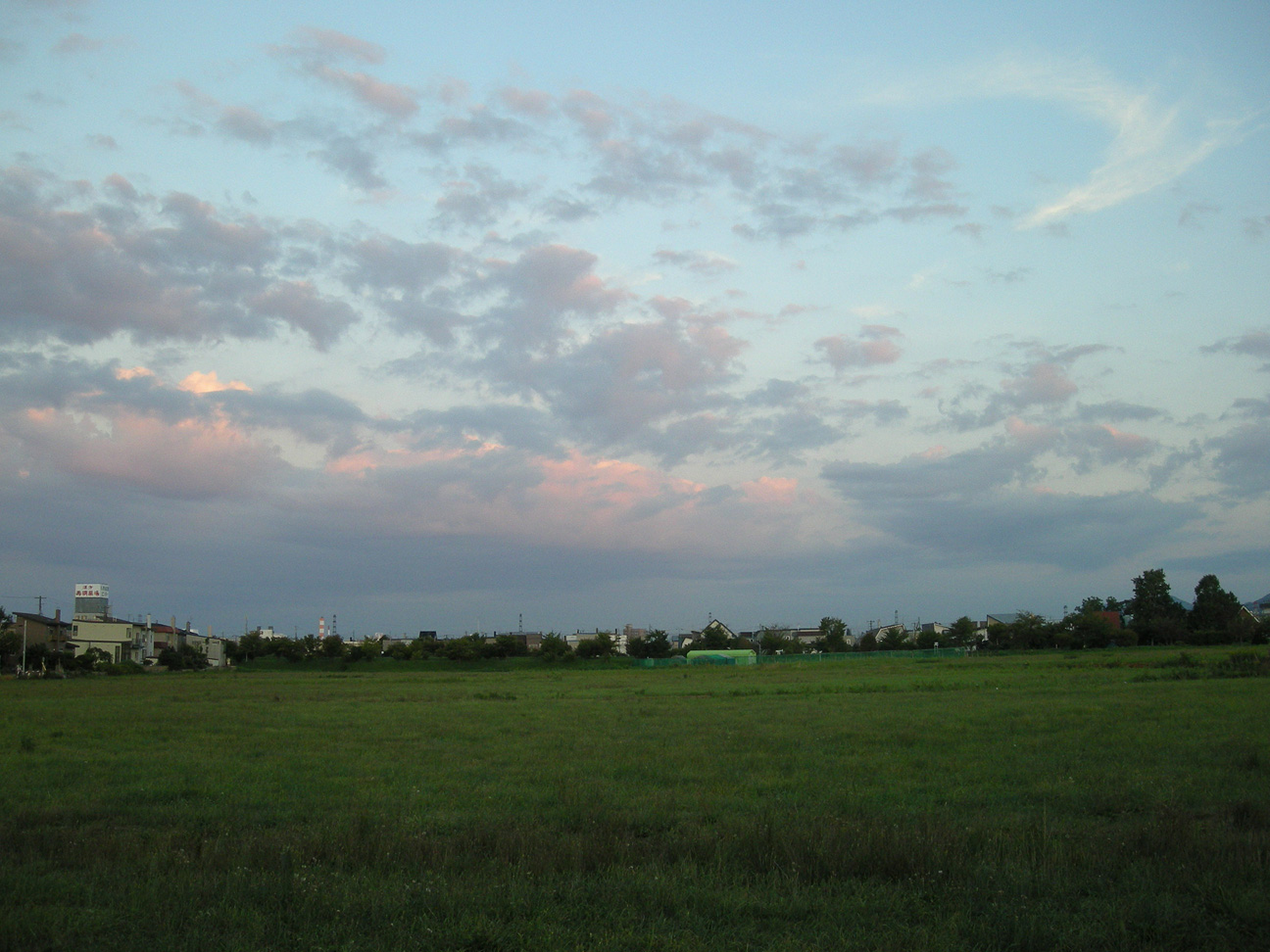
左に見える高い建物が漢方壽明薬湯（2007年9月）
北西・南東向きに赤字で｢漢方壽明薬湯｣、北東・南西向きに緑字で｢札幌健康センター｣と書かれていた。住宅街に囲まれていたため、遠くからでも建物が確認出来た。

漢方壽明薬湯（かんぽうじゅめいやくとう）は、かつて北海道札幌市手稲区前田にあった健康ランド。別称札幌健康センター、前身は漢方勵明薬湯（かんぽうれいめいやくとう）。

## 所在地（廃止時）
- 北海道札幌市手稲区前田4条8丁目（北緯43度7分13.6秒 東経141度15分20.2秒 / 北緯43.120444度 東経141.255611度）

## 沿革
- 1987年（昭和62年） - 漢方勵明薬湯（かんぽうれいめいやくとう）の名称で開館。
- 2000年頃 - 名称を漢方壽明薬湯に変更。
- 2007年（平成19年）3月13日 -  改修工事のため休業。
- 2007年（平成19年）夏 -  改修工事が行われることなく、建物は取り壊しへ。間もなく更地に。
- 2008年（平成20年） - 三愛地所が跡地に造成した住宅地の販売を始める。

## 施設設備（廃止時）

### 1階
- 浴場
  - 岩風呂（ラジウム鉱石）
  - 桧風呂
  - 泡風呂
  - ラベンダー風呂
  - 薬湯
  - 露天風呂（温泉）
  - 水風呂
  - 岩盤風呂（ホワイトシリカ）
  - サウナ
  - あかすりコーナー
  - ソラリーゾーン
- 受付・精算カウンター
- ロッカー
- 売店
- 食堂（カラオケ設備有）
- ゲームコーナー
- カラオケルーム

### 2階
- 宴会場
- 売店
- 休憩場
- 男女別レストルーム（シアター設備有）

※以前は超音波風呂もあった。
※施設内での精算は自動販売機以外ロッカー番号で行い、帰る際に精算。入館料は入館の際に支払うシステムだった。

## 交通機関

### 鉄道
- JR北海道函館本線稲積公園駅から徒歩20分。

### バス

#### 送迎バス（無料）
- 手稲駅・琴似駅・麻生駅・宮の沢駅

#### 路線バス
- 北海道中央バス「前田3条10丁目停留所」から徒歩15分。

## その他
- 駐車場内に大きな鳥居があった。